# Zhoř (ort i Tjeckien, Södra Böhmen, lat 49,50, long 14,38)
Zhoř är en ort i Tjeckien.   Den ligger i regionen Södra Böhmen, i den centrala delen av landet, 70 km söder om huvudstaden Prag. Zhoř ligger 557 meter över havet och antalet invånare är 280.
Terrängen runt Zhoř är platt åt sydväst, men åt nordost är den kuperad. Runt Zhoř är det ganska glesbefolkat, med 38 invånare per kvadratkilometer. Närmaste större samhälle är Milevsko, 5,8 km söder om Zhoř. Omgivningarna runt Zhoř är en mosaik av jordbruksmark och naturlig växtlighet.